# تصویر ورنر هرتسوک
تصویر ورنر هرتسوک (آلمانی: Werner Herzog Filmemacher) فیلمی در ژانر مستند به کارگردانی ورنر‌هرتسوک است. از بازیگران آن می‌توان به ورنر هرتسوک اشاره کرد.